# Kelpo Gröndahl
Kelpo Olavi Gröndahl, född 28 mars 1920 i Räfsö, Björneborg, död 2 augusti 1994 i Björneborg, var en finländsk brottare och politiker.
Gröndahl tog OS-guld i lätt tungviktsbrottning i den grekisk-romerska klassen 1952 i Helsingfors och OS-silver i lätt tungviktsbrottning i den grekisk-romerska klassen 1948 i London. Gröndahl vann 15 FM-guld och 17 AIF mästerskap mellan 1943 och 1956.
Gröndahl var riksdagsledamot för kommunistiska Folkförbundet 1962–1970. Han var också Björneborgs stadfullmäktige 1948–1962 och medlem i Björneborgs stadsstyrelsen 1970–1984. Gröndahl arbetade som hamnarbetare och fiskare, och sedan 1953 som hamnövervakare i Björneborgs hamn.

## Meriter
- OS-guld 1952
- OS-silver 1948
- VM-silver 1953
- FM-guld i grekisk-romersk stil 1943, 1946–1955
- FM-guld i fristil 1948–1950, 1952